# 검은잎들
검은잎들 (Leaves Black)은 대한민국 부산을 근거로 활동하는 인디록 밴드이다. 밴드명은 기형도의 유고시집 《입 속의 검은잎》에서 모티브를 얻어 지어진 이름이다. 동향 친구였던 김성민(기타), 권동욱(보컬)을 중심으로 2013년 결성하였다. 
2016년 《오름 컴필레이션 Vol.2》에 '메신저'가 수록되면서 데뷔하여, 동년 11월  EP앨범 《메신저》를 발매하였다. 기타 멤버인 김성민의 군 문제로 인해 오랜 휴식 후 2021년 첫 번째 정규앨범 《책이여, 안녕!》을 발매하였다.  

## 결성 및 활동
2013년 겨울, 고등학교 동창인 김성민(기타), 권동욱(보컬)을 중심으로 최은하(베이스)가 음악커뮤니티 뮬을 통해 합류하여 결성하였다. 

## 구성원

### 현 구성원
- 권동욱 - 보컬
- 김성민 - 기타
- 김성현 - 키보드, 코러스, 조개껍데기
- 임성완 - 드럼
- 이충호 -베이스

### 전 구성원
- 최은하 - 베이스
- 황원석 - 드럼
- 홍현승 - 드럼 (현 시너가렛 드러머)
- 윤영웅 - 드럼

### 명예 구성원
- 김보경 - 키보드 (현 일가인 드러머)

## 음반목록

### 정규앨범
- 《책이여, 안녕!》 (2021년 1월)

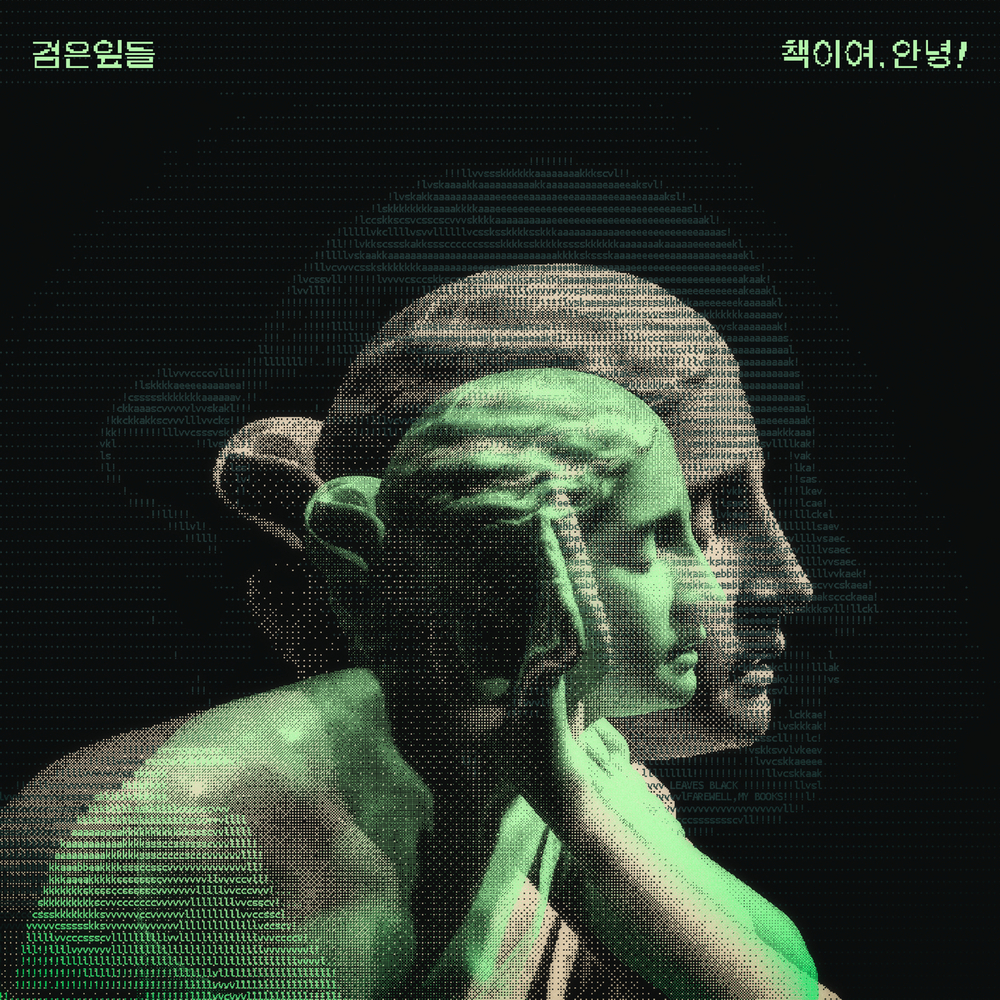
검은잎들 1집 《책이여, 안녕!》

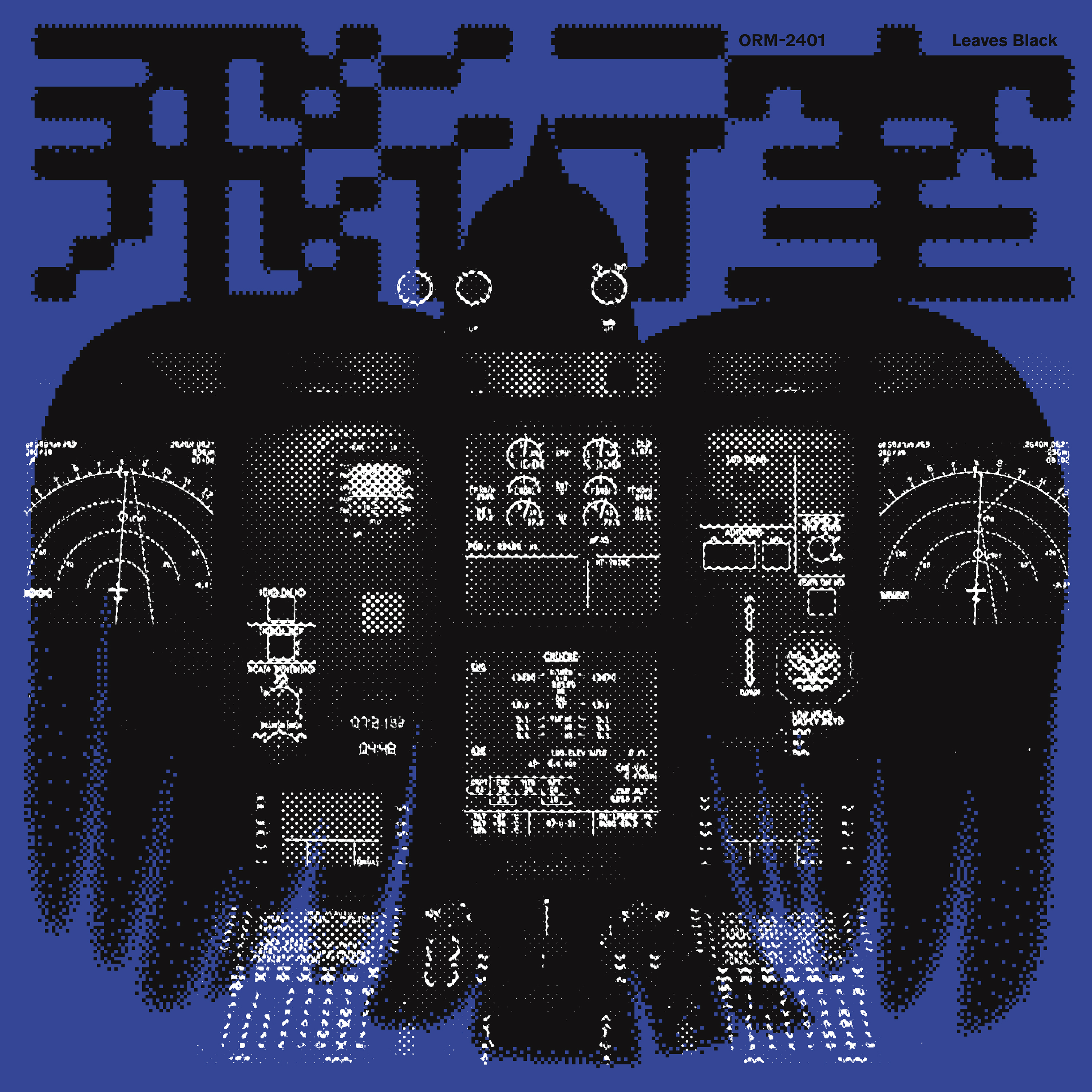
검은잎들 2집 《비행실》

- 《비행실》 (2024년 11월)

### EP

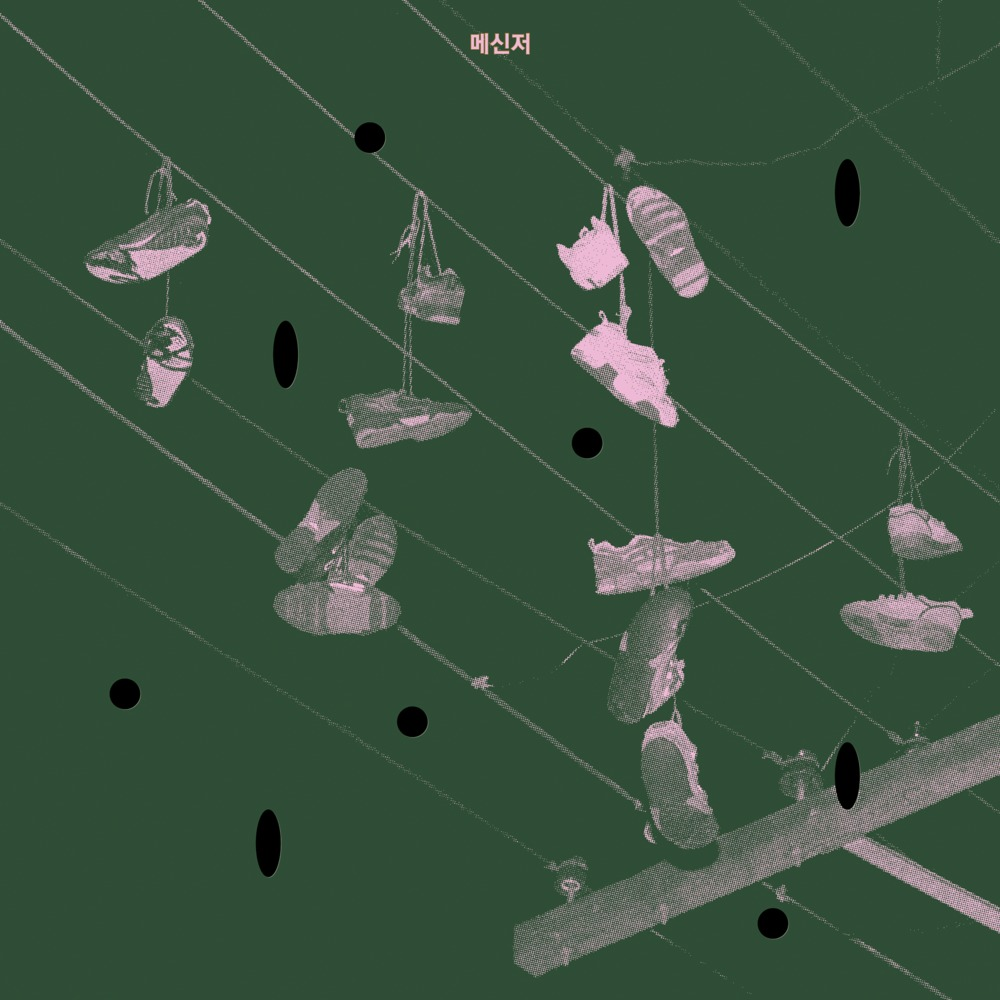
검은잎들 EP 《메신저》

- 《메신저》 (2016년 11월)

### 싱글
- 《수 마디 사랑》 (2017년 11월)
- 《몇 개의 모스를 띄울게》 (2017년 12월)
- 《수다쟁이》 (2018년 2월)
- 《꽃을 주세요》 (2020년 12월)
- 《철교 위에서 본 나》 (2021년 12월)

### 컴필레이션
- 《오름 컴필레이션 Vol.2》 (2016년 3월)
- 《도적단 Vol.1》 (2020년 12월)

## 수상내역 및 방송출연

### 수상내역
- 2022년 한국대중음악상 최우수 모던록 노래 부문 노미네이트
- 2025년 한국대중음악상 최우수 모던록 앨범 부문 노미네이트

### 방송출연
- 2022년 EBS 스페이스 공감 《Space Bar vol.5 밴드 from 부산 2》